# Túnel del Cadí
El túnel del Cadí és un pas subterrani de carretera que comunica les comarques del Berguedà, a la conca del riu Llobregat amb la comarca de la Cerdanya, a la conca del riu Segre; a través de la carretera E-09 C-16 Eix del Llobregat.
El túnel està excavat a la serra de Moixeró, però el seu nom fa referència a la serra del Cadí, serralada adjacent i més important (alçada, rellevància i llargada) de la contrada.
Té una llargada de 5.026 metres amb dos carrils de circulació i una banda central de seguretat de 2 metres. La boca sud, a 1.175 metres d'altitud, és situada a l'enclavament de Gréixer, en el municipi de Guardiola de Berguedà (Berguedà), la boca nord a Urús (Baixa Cerdanya), a una alçada de 1.236 m.

## Construcció
Les obres de la galeria de reconeixement començaren el 1978 i el túnel, amb els seus accessos de Bagà a Bellver de Cerdanya i ramal a Alp, fou inaugurat el dia 29 d'octubre de 1984. L'explotació és en règim de peatge. Ultra afavorir les comunicacions entre el Berguedà i la Baixa Cerdanya ha obert l'eix del Llobregat cap a la Seu d'Urgell, Andorra i França i ha donat una nova sortida de Catalunya cap a Europa reforçant l'itinerari més directe Barcelona-Tolosa-París que segueix la ruta europea E-9 a través del proper túnel del Pimorent. La idea inicial i la promoció del projecte foren obra d'Andreu Claret; la realització tècnica la portà a terme Albert Serratosa i Palet.

## Empreses concessionàries
Al 1973, la concessió fou atorgada a "Promociones Pirinaicas, S.A.", posteriorment "Túnel del Cadí, Concessionària de l'Estat, S.A.", per a la construcció, conservació i explotació d'un túnel a través de la Serra del Cadí, que completà la carretera C-1411 de Manresa a Bellver (actual C-16 "Eix del Llobregat").
L'empresa que la gestionava TUNEL DEL CADÍ S.A.C, era participada per la Generalitat de Catalunya i la Diputació de Barcelona entre d'altres. Aquesta empresa es va dissoldre el desembre de 2012, quan el Departament d'Economia i Coneixement de la Generalitat de Catalunya i la societat Túnels de Barcelona i Cadí, Concessionària de la Generalitat de Catalunya SA, van tancar l'acord per a la gestió de la conservació i l'explotació dels túnels de Vallvidrera i del Cadí durant un període de 25 anys, allargant el peatge fins al 2037. A més, amb la cessió de l'explotació es van dissoldre dues empreses públiques, Tabasa i Túnel del Cadí.

## El túnel i el medi ambient
Afectació del túnel a la vegetació
Per conservar un paisatge el túnel sempre és la millor opció, doncs la línia recta és la forma més curta de connectar dues valls que estan separades per una alineació muntanyosa important. L'altra opció seria una carretera que recorreria la superfície i afectaria molt més negativament el paisatge.

## El túnel i el turisme
La millora de l'Eix del Llobregat i l'obertura del túnel del Cadí, va permetre la millora del turisme de muntanya gràcies a una millor accessibilitat per l'aglomeració metropolitana de Barcelona, que és on es produeix una major demanda d'aquesta activitat.